# 박이온
박이온(朴李溫, ? ~ 1272년 9월 19일)은 고려 후기의 무신으로, 본관은 죽산(竹山)이다. 박문성(朴文成)의 아들이다.

## 생애
정사인 『고려사』에는 사적이 전하지 않으며, 묘지명에 단편적인 기록만이 전한다.
고종(高宗)조에 금오위장령별장(金吾衛仗領別將), 원종(元宗)조에 동지추밀원사(同知樞密院事)·태자빈객(太子賓客) 등을 거쳐 참지정사(參知政事)·판예부사(判禮部事)·태자소보(太子少保)에 이르렀다.
1272년(원종 13) 졸했으며, 시호는 장간(莊簡)이다. 향년 60여 세.

## 묘지명
묘지명 원석은 현재 개인이 소장하고 있으며, 전반부는 결실되어 있다. 본문의 번역은 아래와 같다.
...참지정사(參知政事)·판예부사(判禮部事)·태자소보(太子少保)가 되었다.

임신년(1272) 봄에 병이 들어 여러 달 동안 일어나지 못하다가 9월 19일에 □□에서 돌아가시니, 향년 6□세이다.
평장사(平章事) 김중귀(金仲龜)의 딸에게 장가들어 딸 1명을 낳았는데, (딸은) 낭장(郎將) 이선(李宣)에게 시집갔다.
또 장군(將軍)·급사중(給事中) □□□의 딸에게 장가들어 (자녀를 몇 명) 낳았는데...장군 김문비(金文庇)...
...왕씨(王氏)는 (자녀를 몇 명) 낳았는데...
...대신(大臣)의 기량이 있었으나, 수명은...□태(□台)를 밟지 않았다.
오호라, 대도(大道)의...
...시호를 내려 장간(莊簡)이라 했으며, 조회를 사흘 동안 멈추었다.

10월 29일에 천화산(天和山) □ 기슭에 장례지내면서, 그 사위인 □□가 행장(行狀)을 가지고 와서 비명(碑銘)을 지어줄 것을 부탁했으므로, 받아들여 명하기를...
원래 이 묘지명은 전반부가 결실되어 있어 주인공을 알 수 없었으나, 본문에 주인공이 김중귀의 사위라는 기록, 주인공의 사위가 김문비라는 기록이 남아 있어 주인공이 박이온임을 밝혀낼 수 있었다.
또한, 김중귀는 1242년(고종 29)에 졸했으므로, 박이온이 졸한 임신년은 1272년(원종 13)이 된다.

## 가족 관계
- 증조 - 박육화(朴育和) : 지문하성사(知門下省事)·형부상서(刑部尙書)
  - 조부 - 박인석(朴仁碩, 1144년 ~ 1212년) : 호부상서(戶部尙書)
    - 아버지 - 박문성(朴文成) : 초명 박서(朴犀), 문하시랑평장사(門下侍郞平章事)·판병부사(判兵部事)
    - 어머니 - 미상
      - 첫째 부인 - 수태사(守大師)·문하시랑동평장사(門下侍郎同平章事)·판이부사(判吏部事), 정평공(靖平公) 김중귀(金仲龜, 1176년 ~ 1242년)의 3녀[2]
        - 첫째 사위 - 이선(李宣)[1]

      - 둘째 부인 - 미상
        - 둘째 사위 - 김문비(金文庇) : 군부판서(軍簿判書)

      - 셋째 부인 - 왕씨(王氏)[1]